# Demo 01
DEMO_01 es el cuarto miniálbum del grupo surcoreano Pentagon. Fue lanzado el 6 de septiembre de 2017 por Cube Entertainment. Este es el primer lanzamiento en el que el grupo participa de la composición de todas las canciones. El tema principal del álbum es «Like This».

## Antecedentes
Dos meses antes, el grupo había publicado su tercer miniálbum, Ceremony, junto con el MV de su sencillo promocional «Critical Beauty».
Durante el mes de junio, miembros del grupo ganaron popularidad debido a que compusieron una de las canciones más populares del programa de supervivencia Produce 101, llamada «Never», la cual arrasó en las listas musicales cuando fue lanzada. La canción fue compuesta por el miembro Hui y el productor Flow Blow, y la letra fue escrita por los miembros Hui, E'Dawn y Wooseok. Según ha asegurado Cube Entertainment, Hui ha estado recibiendo múltiples ofertas para componer canciones. Fue el mismo Hui quien compuso además la canción principal del debut del grupo Wanna One, «Energetic», además de co-escribirla junto con Wooseok.

## Historia y lanzamiento
El 18 de agosto de 2017, una fuente de Cube Entertainment reveló que el grupo se estaba preparando para hacer su regreso en septiembre, dos meses después de haber lanzado Ceremony, y con Yan An ya recuperado de su lesión en la mano derecha.
El 25 de agosto, el grupo reveló una foto teaser, en donde confirmaban que harían su regreso el 6 de septiembre con su cuarto miniálbum, titulado DEMO_01. El 29 de agosto, revelaron tanto imágenes teaser individuales como una grupal, donde mostraban un concepto serio y relajado, con los integrantes posando en una fábrica. El 30 de agosto, lanzaron otra ronda de imágenes teaser de cada miembro y una grupal, esta vez mostrando un concepto más oscuro y sensual. El 1 de septiembre, revelaron la lista de canciones del miniálbum, donde se mostraba que el tema principal sería «Like This», y se revelaba además que los miembros habían participado en la composición y escritura de letras de cada canción del álbum.
El 2 de septiembre a la medianoche, el grupo reveló un breve video para una de las pistas del miniálbum, «When I Was In Love». En el video se muestra a una chica recordando su pasado y formando el símbolo del grupo con cerillas usadas, hasta que llega a una puerta que se abre pero no llega a verse que hay tras ella. La chica que actúa en el video, es la actriz, Gong Seungyeon.
El 4 de septiembre, el grupo compartió un audio adelanto que incluía fragmentos de cada una de las canciones del miniálbum. El 5 de septiembre, revelaron el primer video teaser del MV de «Like This», en donde aparecían los miembros en distintas situaciones problemáticas. El 6 de septiembre, horas antes del lanzamiento del miniálbum, revelaron un segundo video teaser del MV de «Like This», en donde esta vez aparecían bailando parte de la coreografía de la canción.
El 6 de septiembre, Pentagon lanzó finalmente el miniálbum junto con el MV de «Like This», en diferentes portales de música como descarga digital. Ese mismo día, luego del lanzamiento del miniálbum, el grupo celebró una conferencia de prensa en la que hablaron sobre el nuevo miniálbum, y presentaron además dos de sus nuevas canciones, «Like This» y «When I Was In Love». El 7 de septiembre, hicieron su primera presentación en un programa de música, en M! Countdown de Mnet, donde presentaron «Like This».
El grupo promocionó el miniálbum por casi un mes, terminando las promociones con su última presentación de «Like This», el 5 de octubre en M! Countdown de Mnet.

## Fondo
El miniálbum consiste en 5 pistas:
- «Like This». Es la canción principal y promocional del miniálbum. Es una canción pop-dance con elementos EDM, que habla de la superación y crecimiento por el que pasa la juventud luchando por seguir sus sueños. La canción está compuesta por Hui y el productor Flow Blow, con letras de Hui, E'Dawn, Yuto y Wooseok. La coreografía de la canción está creada por Kino.
- «It's Over». Canción compuesta por Kino, con letras de Kino, E'Dawn y Wooseok. La canción tiene un sonido acústico de piano, y trata sobre un amor que al no ser ya lo mismo de antes, ha terminado.
- «Just Until Today». Canción del género tropical house, compuesta por Jinho y el productor Ferdy, con letras de Ferdy, Jinho, E'Dawn, Yuto y Wooseok. La canción trata sobre hacer algo con una mujer con la que se terminó una relación, una vez más.
- «Cool Rap». Canción interpretada solamente por los raperos del grupo, quienes fueron también los que compusieron y escribieron la canción. Es una canción con mucho swag y del género hip hop.
- «When I Was In Love». Canción compuesta por Hui, con letras de Hui, E'Dawn, Yuto y Wooseok. Es una canción con tono suave y relajado, que habla sobre un hombre cuando estaba en una relación.

## Vídeo musical
El vídeo musical fue lanzado el 6 de septiembre de 2017. El vídeo muestra escenas dramáticas de la juventud y a los integrantes bailando en varias localizaciones.

## Canciones
| N.º   | Título                                                    | Letras                              | Música                | Duración |  |
| 1.    | «Like This»                                               | Hui, E'Dawn, Yuto, Wooseok          | Flow Blow, Hui        | 3:47     |  |
| 2.    | «It's Over»                                               | Kino, E'Dawn, Wooseok               | Kino                  | 3:49     |  |
| 3.    | «Just Until Today» (오늘까지만: Oneulkkajiman)            | Ferdy, Jinho, E'Dawn, Yuto, Wooseok | Ferdy, Jinho          | 3:36     |  |
| 4.    | «Cool Rap» (멋있게랩: Meosissge Raep)                     | E'Dawn, Yuto, Wooseok               | E'Dawn, Yuto, Wooseok | 2:54     |  |
| 5.    | «When I Was In Love» (설렘이라는 건: Seollemiraneun Geon) | Hui, E'Dawn, Yuto, Wooseok          | Hui                   | 3:40     |  |
| 17:36 |                                                           |                                     |                       |          |  |

## Posicionamiento en las listas

### Álbum Charts

#### Listas semanales
| Lista (2017)                              | Posición | Ref.   |
| ----------------------------------------- | -------- | ------ |
| Corea del Sur (Gaon Album Chart)          | 9        | [ 18 ] |
| Estados Unidos (Billboard's World Albums) | 5        | [ 19 ] |